# Cupa Cupelor 1994-1995
Sezonul 1994-1995 al Cupei Cupelor a fost câștigat de Real Zaragoza, care a învins-o în finală pe Arsenal.

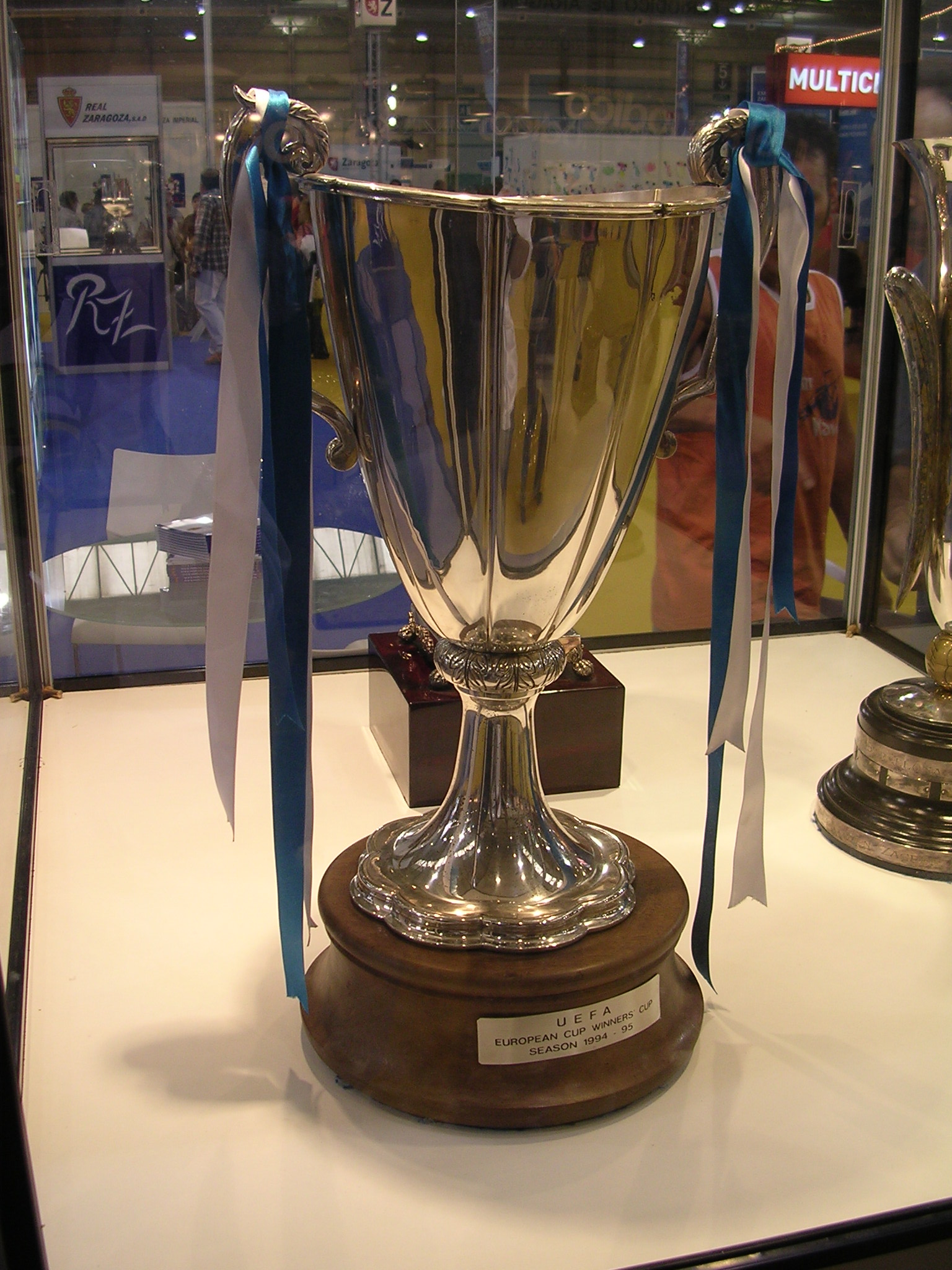
Cupa Cupelor câștigată de Real Zaragoza

## Calificări
| Echipa 1          | Scor gen. | Echipa 2         | Tur | Retur |
| ----------------- | --------- | ---------------- | --- | ----- |
| Bangor            | 0–5       | Tatran Prešov    | 0–1 | 0–4   |
| Barry Town        | 0–7       | Žalgiris Vilnius | 0–1 | 0–6   |
| Bodø/Glimt        | 6–0       | Olimpija Rīga    | 6–0 | 0–0   |
| Fandok Babruysk   | 4–4 (a)   | KF Tirana        | 4–1 | 0–3   |
| Ferencváros       | 12–2      | F91 Dudelange    | 6–1 | 6–1   |
| Floriana          | 2–3       | Sligo Rovers     | 2–2 | 0–1   |
| Keflavík          | 2–6       | Maccabi Tel Aviv | 1–2 | 1–4   |
| Norma Tallinn     | 1–14      | Maribor          | 1–4 | 0–10  |
| Pirin Blagoevgrad | 4–0       | Schaan           | 3–0 | 1–0   |
| B71 Sandoy        | 0–7       | HJK              | 0–5 | 0–2   |
| Tiligul Tiraspol  | 1–4       | Omonia           | 0–1 | 1–3   |
| Viktoria Žižkov   | 4–3       | IFK Norrköping   | 1–0 | 3–3   |

### Prima manșă
| Bangor | 0–1 | Tatran Prešov |
| ------ | --- | ------------- |
|        |     | Nenadić 71'   |

| Barry Town | 0–1 | Žalgiris Vilnius |
| ---------- | --- | ---------------- |
|            |     | Vencevičius 77'  |

| Bodø/Glimt                                            | 6–0 | Olimpija Rīga |
| ----------------------------------------------------- | --- | ------------- |
| Berstad 6' Berg 52', 88' Bjørkan 67' Johnsen 73', 79' |     |               |

| Fandok Babruysk                            | 4–1 | KF Tirana  |
| ------------------------------------------ | --- | ---------- |
| Yaromko 1', 5' Khripach 65' Savostikov 72' |     | Prenga 89' |

| Ferencváros                                                   | 6–1 | F91 Dudelange |
| ------------------------------------------------------------- | --- | ------------- |
| Neagoe 2' Szekeres 17', 75' Páling 44' Lipcsei 55' Albert 76' |     | Fanelli 82'   |

| Floriana            | 2–2 | Sligo Rovers       |
| ------------------- | --- | ------------------ |
| Stefanović 52', 89' |     | Moran 12' Reid 31' |

| Keflavík    | 1–2 | Maccabi Tel Aviv      |
| ----------- | --- | --------------------- |
| Tanasić 74' |     | Klinger 38' Nimni 82' |

| Norma Tallinn | 1–4 | Maribor                                           |
| ------------- | --- | ------------------------------------------------- |
| Rychkov 82'   |     | Galič 51' Milevski 62' Gjurovski 69' Šimundža 90' |

| Pirin Blagoevgrad                | 3–0 | Schaan |
| -------------------------------- | --- | ------ |
| Orachev 18' Ianev 29' Petrov 59' |     |        |

| B71 Sandoy | 0–5 | HJK                                       |
| ---------- | --- | ----------------------------------------- |
|            |     | Vanhala 4', 85' Lius 20', 68' Heinola 81' |

| Tiligul Tiraspol | 0–1 | Omonia          |
| ---------------- | --- | --------------- |
|                  |     | Gogrichiani 20' |

| Viktoria Žižkov | 1–0 | IFK Norrköping |
| --------------- | --- | -------------- |
| Poborský 73'    |     |                |

### A doua manșă
| Schaan | 0–1 | Pirin Blagoevgrad |
| ------ | --- | ----------------- |
|        |     | Ianev 2'          |

Pirin Blagoevgrad s-a calificat cu scorul general de 4–0.
| HJK                        | 2–0 | B71 Sandoy |
| -------------------------- | --- | ---------- |
| Kottila 1' Suokonautio 80' |     |            |

HJK Helsinki s-a calificat cu scorul general de 7–0.
| Tatran Prešov                      | 4–0 | Bangor |
| ---------------------------------- | --- | ------ |
| Kocis 13', 48' Matta 40' Höger 56' |     |        |

Tatran Prešov s-a calificat cu scorul general de 5–0.
| Žalgiris Vilnius                                                               | 6–0 | Barry Town |
| ------------------------------------------------------------------------------ | --- | ---------- |
| Karvelis 17', 49' Baltušnikas 39' Poderis 48' Maciulevičius 65' Jankauskas 86' |     |            |

Žalgiris Vilnius s-a calificat cu scorul general de 7–0.
| Olimpija Rīga | 0–0 | Bodø/Glimt |
| ------------- | --- | ---------- |
|               |     |            |

Bodø/Glimt s-a calificat cu scorul general de 6–0.
| KF Tirana             | 3–0 | Fandok Babruysk |
| --------------------- | --- | --------------- |
| Fortuzi 46', 77', 90' |     |                 |

4–4. KF Tirana s-a calificat cu scorul general de datorită regulii golului marcat în deplasare..
| F91 Dudelange | 1–6 | Ferencváros                                                           |
| ------------- | --- | --------------------------------------------------------------------- |
| Mogrante 20'  |     | Lisztes 6' Páling 17' Lipcsei 38', 68' Christiansen 55' Zavadszky 88' |

Ferencváros s-a calificat cu scorul general de 12–2.
| Sligo Rovers | 1–0 | Floriana |
| ------------ | --- | -------- |
| Brennan 70'  |     |          |

Sligo Rovers s-a calificat cu scorul general de 3–2.
| Maccabi Tel Aviv                            | 4–1 | Keflavík    |
| ------------------------------------------- | --- | ----------- |
| Shoham 14' Brumer 17' Klinger 24' Driks 69' |     | Tanasić 38' |

Maccabi Tel Aviv s-a calificat cu scorul general de 6–2.
| Maribor                                                                     | 10–0 | Norma Tallinn |
| --------------------------------------------------------------------------- | ---- | ------------- |
| Gjurovski 5', 9' Gutalj 20', 45' Bozgo 22', 24', 42', 82' Šimundža 39', 84' |      |               |

Maribor s-a calificat cu scorul general de 14–1.
| Omonia                                    | 3–1 | Tiligul Tiraspol |
| ----------------------------------------- | --- | ---------------- |
| Kantilos 6' (pen.) Tutić 45' Savvidis 89' |     | Belous 50'       |

AC Omonia s-a calificat cu scorul general de 4–1.
| IFK Norrköping                          | 3–3 | Viktoria Žižkov                         |
| --------------------------------------- | --- | --------------------------------------- |
| Hansson 40', 70' Vaattovaara 89' (pen.) |     | Trval 52' Kordule 58' Vrabec 87' (pen.) |

Viktoria Žižkov s-a calificat cu scorul general de 4–3.

## Prima rundă
| Echipa 1          | Scor gen.   | Echipa 2            | Tur | Retur      |
| ----------------- | ----------- | ------------------- | --- | ---------- |
| Žalgiris Vilnius  | 2–3         | Feyenoord           | 1–1 | 1–2        |
| Maccabi Tel Aviv  | 0–2         | Werder Bremen       | 0–0 | 0–2        |
| Dundee United     | 4–5         | Tatran Prešov       | 3–2 | 1–3        |
| Gloria Bistrița   | 2–5         | Real Zaragoza       | 2–1 | 0–4        |
| Sligo Rovers      | 2–5         | Club Brugge         | 1–2 | 1–3        |
| Pirin Blagoevgrad | 1–8         | Panathinaikos       | 0–2 | 1–6        |
| Chelsea           | 4–2         | Viktoria Žižkov     | 4–2 | 0–0        |
| Maribor           | 1–4         | Austria Viena       | 1–1 | 0–3        |
| Brøndby           | 4–0         | KF Tirana           | 3–0 | 1–0        |
| Omonia            | 1–6         | Arsenal             | 1–3 | 0–3        |
| Beșiktaș          | 3–1         | HJK                 | 2–0 | 1–1        |
| Croația Zagreb    | 3–4         | Auxerre             | 3–1 | 0–3        |
| Bodø/Glimt        | 3–4         | Sampdoria           | 3–2 | 0–2        |
| Grasshopper       | 3–1         | Chernomorets Odessa | 3–0 | 0–1        |
| Porto             | 3–0         | ŁKS Łódź            | 2–0 | 1–0        |
| ȚSKA Moscova      | 3–3 (6–7 p) | Ferencváros         | 2–1 | 1–2 (d.p.) |

### Prima manșă
| Maccabi Tel Aviv | 0–0 | Werder Bremen |
| ---------------- | --- | ------------- |
|                  |     |               |

| Žalgiris Vilnius | 1–1 | Feyenoord  |
| ---------------- | --- | ---------- |
| Tereškinas 87'   |     | Larsson 9' |

| Dundee United                   | 3–2 | Tatran Prešov               |
| ------------------------------- | --- | --------------------------- |
| Petrić 16' Nixon 66' Hannah 70' |     | Skalka 10' Zvara 41' (pen.) |

| Gloria Bistrița      | 2–1 | Real Zaragoza |
| -------------------- | --- | ------------- |
| Răduță 51' Lungu 52' |     | Esnáider 44'  |

| Sligo Rovers | 1–2 | Club Brugge              |
| ------------ | --- | ------------------------ |
| Kenny 44'    |     | Vermant 10' Verheyen 63' |

| Pirin Blagoevgrad | 0–2 | Panathinaikos              |
| ----------------- | --- | -------------------------- |
|                   |     | Nioplias 70' Alexoudis 83' |

| Chelsea                                      | 4–2 | Viktoria Žižkov  |
| -------------------------------------------- | --- | ---------------- |
| Furlong 3' Sinclair 5' Rocastle 54' Wise 69' |     | Majoroš 36', 42' |

| Maribor          | 1–1 | Austria Viena |
| ---------------- | --- | ------------- |
| Bozgo 46' (pen.) |     | Prosenik 23'  |

| Brøndby                                       | 3–0 | KF Tirana |
| --------------------------------------------- | --- | --------- |
| Jensen 19' (pen.) Hansen 55' Malko 65' (o.g.) |     |           |

| Omonia       | 1–3 | Arsenal                    |
| ------------ | --- | -------------------------- |
| Malekkos 72' |     | Wright 50' Merson 37', 80' |

| Beșiktaș                    | 2–0 | HJK |
| --------------------------- | --- | --- |
| Oktay 27' Sağlam 36' (pen.) |     |     |

| Croația Zagreb                 | 3–1 | Auxerre     |
| ------------------------------ | --- | ----------- |
| Jeličić 1' Soldo 39' Pamić 64' |     | Diomède 20' |

| Bodø/Glimt                   | 3–2 | Sampdoria                |
| ---------------------------- | --- | ------------------------ |
| Staurvik 2' Johnsen 33', 58' |     | Bertarelli 47' Platt 68' |

| Grasshopper                      | 3–0 | Chernomorets Odessa |
| -------------------------------- | --- | ------------------- |
| Bickel 40' Koller 51' Subiat 84' |     |                     |

| Porto                       | 2–0 | ŁKS Łódź |
| --------------------------- | --- | -------- |
| Domingos 73' Rui Barros 80' |     |          |

| ȚSKA Moscova             | 2–1 | Ferencváros      |
| ------------------------ | --- | ---------------- |
| Mamchur 42' Sergeyev 73' |     | Christiansen 58' |

### A doua manșă
| Feyenoord                   | 2–1 | Žalgiris Vilnius |
| --------------------------- | --- | ---------------- |
| Larsson 55' Heus 65' (pen.) |     | Vencevičius 89'  |

Feyenoord s-a calificat cu scorul general de 3–2.
| Werder Bremen       | 2–0 | Maccabi Tel Aviv |
| ------------------- | --- | ---------------- |
| Bode 55' Basler 75' |     |                  |

Werder Bremen s-a calificat cu scorul general de 0–0.
| Tatran Prešov            | 3–1 | Dundee United |
| ------------------------ | --- | ------------- |
| Zvara 10', 76' Kocis 18' |     | Nixon 2'      |

Tatran Prešov s-a calificat cu scorul general de 5–4.
| Real Zaragoza                         | 4–0 | Gloria Bistrița |
| ------------------------------------- | --- | --------------- |
| Pardeza 11' Aguado 40' Poyet 48', 56' |     |                 |

Real Zaragoza s-a calificat cu scorul general de 5–2.
| Club Brugge                            | 3–1 | Sligo Rovers |
| -------------------------------------- | --- | ------------ |
| Staelens 3', 45' (pen.) Eijkelkamp 57' |     | A. Rooney 6' |

Club Brugge s-a calificat cu scorul general de 5–2.
| Panathinaikos                                        | 6–1 | Pirin Blagoevgrad |
| ---------------------------------------------------- | --- | ----------------- |
| Alexoudis 7', 18' Warzycha 31', 86', 90' Borelli 65' |     | Orachev 44'       |

Panathinaikos s-a calificat cu scorul general de 8–1.
| Viktoria Žižkov | 0–0 | Chelsea |
| --------------- | --- | ------- |
|                 |     |         |

Chelsea s-a calificat cu scorul general de 4–2.
| Austria Viena              | 3–0 | Maribor |
| -------------------------- | --- | ------- |
| Flögel 20' Kubica 51', 55' |     |         |

Austria Viena s-a calificat cu scorul general de 4–1.
| KF Tirana | 0–1 | Brøndby     |
| --------- | --- | ----------- |
|           |     | Strudal 28' |

Brøndby s-a calificat cu scorul general de 4–0.
| Arsenal                    | 3–0 | Omonia |
| -------------------------- | --- | ------ |
| Wright 9', 70' Schwarz 31' |     |        |

Arsenal s-a calificat cu scorul general de 6–1.
| HJK          | 1–1 | Beșiktaș  |
| ------------ | --- | --------- |
| Rantanen 67' |     | Oktay 87' |

Beșiktaș s-a calificat cu scorul general de 3–1.
| Auxerre                           | 3–0 | Croația Zagreb |
| --------------------------------- | --- | -------------- |
| Diomède 40' Mahé 74' Lamouchi 89' |     |                |

Auxerre s-a calificat cu scorul general de 4–3.
| Sampdoria              | 2–0 | Bodø/Glimt |
| ---------------------- | --- | ---------- |
| Platt 13' Lombardo 37' |     |            |

Sampdoria s-a calificat cu scorul general de 4–3.
| Chernomorets Odessa | 1–0 | Grasshopper |
| ------------------- | --- | ----------- |
| Huseynov 10'        |     |             |

Grasshopper s-a calificat cu scorul general de 3–1.
| ŁKS Łódź | 0–1 | Porto        |
| -------- | --- | ------------ |
|          |     | Drulović 45' |

Porto s-a calificat cu scorul general de 3–0.
| Ferencváros                                                               | 2–1 (d.p.) | ȚSKA Moscova                                                             |
| ------------------------------------------------------------------------- | ---------- | ------------------------------------------------------------------------ |
| Lipcsei 36' Neagoe 44'                                                    |            | Radimov 15'                                                              |
| Gregor · Lisztes · Christiansen · Szekeres · Lipcsei · Zavadszky · Hrutka | 7–6        | Bystrov · Bushmanov · Demchenko · Mamchur · Minko · Broshin · Kolotovkin |

3–3. Ferencváros s-a calificat cu scorul general de 7–6 la penaltiuri.

## A doua rundă
| Echipa 1      | Scor gen. | Echipa 2      | Tur | Retur |
| ------------- | --------- | ------------- | --- | ----- |
| Feyenoord     | 5–3       | Werder Bremen | 1–0 | 4–3   |
| Tatran Prešov | 1–6       | Real Zaragoza | 0–4 | 1–2   |
| Club Brugge   | 1–0       | Panathinaikos | 1–0 | 0–0   |
| Chelsea       | 1–1 (a)   | Austria Viena | 0–0 | 1–1   |
| Brøndby       | 3–4       | Arsenal       | 1–2 | 2–2   |
| Beșiktaș      | 2–4       | Auxerre       | 2–2 | 0–2   |
| Sampdoria     | 5–3       | Grasshopper   | 3–0 | 2–3   |
| Porto         | 6–2       | Ferencváros   | 6–0 | 0–2   |

### Prima manșă
| Feyenoord   | 1–0 | Werder Bremen |
| ----------- | --- | ------------- |
| Larsson 64' |     |               |

| Tatran Prešov | 0–4 | Real Zaragoza                                |
| ------------- | --- | -------------------------------------------- |
|               |     | Poyet 26' Varga 44' (o.g.) Esnáider 50', 88' |

| Club Brugge        | 1–0 | Panathinaikos |
| ------------------ | --- | ------------- |
| Staelens 6' (pen.) |     |               |

| Chelsea | 0–0 | Austria Viena |
| ------- | --- | ------------- |
|         |     |               |

| Brøndby     | 1–2 | Arsenal              |
| ----------- | --- | -------------------- |
| Strudal 53' |     | Wright 18' Smith 21' |

| Beșiktaș               | 2–2 | Auxerre              |
| ---------------------- | --- | -------------------- |
| Özdilek 40' Sağlam 44' |     | Saïb 54' Martins 59' |

| Sampdoria                            | 3–0 | Grasshopper |
| ------------------------------------ | --- | ----------- |
| Melli 45' Mihajlović 78' Maspero 84' |     |             |

| Porto                                                                     | 6–0 | Ferencváros |
| ------------------------------------------------------------------------- | --- | ----------- |
| Jorge Costa 18' Rui Barros 21' Drulović 40', 60' Domingos 85' Aloísio 87' |     |             |

### A doua manșă
| Real Zaragoza               | 2–1 | Tatran Prešov |
| --------------------------- | --- | ------------- |
| Esnáider 6' Luis Celada 55' |     | Kocis 38'     |

Real Zaragoza s-a calificat cu scorul general de 6–1.
| Werder Bremen                    | 3–4 | Feyenoord                                    |
| -------------------------------- | --- | -------------------------------------------- |
| Beschastnykh 12', 60' Basler 90' |     | Larsson 21', 34', 66' (pen.) Heus 56' (pen.) |

Feyenoord s-a calificat cu scorul general de 5–3.
| Panathinaikos | 0–0 | Club Brugge |
| ------------- | --- | ----------- |
|               |     |             |

Club Brugge s-a calificat cu scorul general de 1–0.
| Austria Viena  | 1–1 | Chelsea     |
| -------------- | --- | ----------- |
| Narbekovas 74' |     | Spencer 41' |

1–1. Chelsea s-a calificat cu scorul general de datorită regulii golului marcat în deplasare..
| Arsenal                      | 2–2 | Brøndby             |
| ---------------------------- | --- | ------------------- |
| Wright 27' (pen.) Selley 46' |     | Hansen 3' Eggen 71' |

Arsenal s-a calificat cu scorul general de 4–3.
| Auxerre           | 2–0 | Beșiktaș |
| ----------------- | --- | -------- |
| Lamouchi 44', 49' |     |          |

Auxerre s-a calificat cu scorul general de 4–2.
| Grasshopper                       | 3–2 | Sampdoria              |
| --------------------------------- | --- | ---------------------- |
| Willems 12' Bickel 52' Koller 54' |     | Melli 16' Lombardo 40' |

Sampdoria s-a calificat cu scorul general de 5–3.
| Ferencváros              | 2–0 | Porto |
| ------------------------ | --- | ----- |
| Zavadszky 27' Neagoe 60' |     |       |

Porto s-a calificat cu scorul general de 6–2.

## Sferturi
| Echipa 1    | Scor gen.   | Echipa 2      | Tur | Retur      |
| ----------- | ----------- | ------------- | --- | ---------- |
| Club Brugge | 1–2         | Chelsea       | 1–0 | 0–2        |
| Feyenoord   | 1–2         | Real Zaragoza | 1–0 | 0–2        |
| Arsenal     | 2–1         | Auxerre       | 1–1 | 1–0        |
| Sampdoria   | 1–1 (5–3 p) | Porto         | 0–1 | 1–0 (d.p.) |

### Prima manșă
| Club Brugge  | 1–0 | Chelsea |
| ------------ | --- | ------- |
| Verheyen 82' |     |         |

| Feyenoord   | 1–0 | Real Zaragoza |
| ----------- | --- | ------------- |
| Larsson 62' |     |               |

| Arsenal           | 1–1 | Auxerre     |
| ----------------- | --- | ----------- |
| Wright 60' (pen.) |     | Verlaat 63' |

| Sampdoria | 0–1 | Porto     |
| --------- | --- | --------- |
|           |     | Yuran 65' |

### A doua manșă
| Chelsea               | 2–0 | Club Brugge |
| --------------------- | --- | ----------- |
| Stein 16' Furlong 37' |     |             |

Chelsea s-a calificat cu scorul general de 2–1.
| Real Zaragoza            | 2–0 | Feyenoord |
| ------------------------ | --- | --------- |
| Pardeza 59' Esnáider 72' |     |           |

Real Zaragoza s-a calificat cu scorul general de 2–1.
| Auxerre | 0–1 | Arsenal    |
| ------- | --- | ---------- |
|         |     | Wright 16' |

Arsenal s-a calificat cu scorul general de 2–1.
| Porto                               | 0–1 (d.p.) | Sampdoria                                           |
| ----------------------------------- | ---------- | --------------------------------------------------- |
|                                     |            | Mancini 48'                                         |
| Emerson · Latapy · Domingos · Folha | 3–5        | Mihajlović · Jugović · Maspero · Salsano · Lombardo |

1–1. Sampdoria s-a calificat cu scorul general de 5–3 la penaltiuri.

## Semifinale
| Echipa 1      | Scor gen.   | Echipa 2  | Tur | Retur      |
| ------------- | ----------- | --------- | --- | ---------- |
| Real Zaragoza | 4–3         | Chelsea   | 3–0 | 1–3        |
| Arsenal       | 5–5 (3–2 p) | Sampdoria | 3–2 | 2–3 (d.p.) |

### Prima manșă
| Real Zaragoza                | 3–0 | Chelsea |
| ---------------------------- | --- | ------- |
| Pardeza 8' Esnáider 26', 57' |     |         |

| Arsenal                   | 3–2 | Sampdoria        |
| ------------------------- | --- | ---------------- |
| Bould 34', 36' Wright 69' |     | Jugović 51', 77' |

### A doua manșă
| Chelsea                            | 3–1 | Real Zaragoza |
| ---------------------------------- | --- | ------------- |
| Furlong 31' Sinclair 62' Stein 86' |     | Aragón 55'    |

Real Zaragoza s-a calificat cu scorul general de 4–3.
| Sampdoria                                           | 3–2 (d.p.) | Arsenal                                       |
| --------------------------------------------------- | ---------- | --------------------------------------------- |
| Mancini 14' Bellucci 82', 85'                       |            | Wright 61' Schwarz 88'                        |
| Mihajlović · Jugović · Maspero · Mannini · Lombardo | 2–3        | Dixon · McGoldrick · Hartson · Adams · Merson |

5–5. Arsenal s-a calificat cu scorul general de 3–2 la penaltiuri.

## Finala
| Arsenal     | 1–2 | Real Zaragoza           |
| ----------- | --- | ----------------------- |
| Hartson 75' |     | Esnáider 67' Nayim 119' |

| 1994–95 UEFA Cup Winners' Cup Winner |
| ------------------------------------ |
| Spania                               |
| Real Zaragoza Primul titlu           |

## Top goluricorers
| Loc | Nume               | Echipă        | Goluri |
| --- | ------------------ | ------------- | ------ |
| 1   | Ian Wright         | Arsenal       | 9      |
| 2   | Juan Esnáider      | Real Zaragoza | 8      |
| 3   | Henrik Larsson     | Feyenoord     | 6      |
| 4   | Kliton Bozgo       | Maribor       | 5      |
| 5   | Péter Lipcsei      | Ferencváros   | 4      |
| 5   | Bent Inge Johnsen  | Bodø/Glimt    | 4      |
| 5   | Robert Kocis       | Tatran Prešov | 4      |
| 8   | Indrit Fortuzi     | KF Tirana     | 3      |
| 8   | Lorenzo Staelens   | Club Brugge   | 3      |
| 8   | Paul Furlong       | Chelsea       | 3      |
| 8   | Sabri Lamouchi     | Auxerre       | 3      |
| 8   | Alexis Alexoudis   | Panathinaikos | 3      |
| 8   | Milko Gjurovski    | Maribor       | 3      |
| 8   | Krzysztof Warzycha | Panathinaikos | 3      |
| 8   | Eugen Neagoe       | Ferencváros   | 3      |
| 8   | Ljubinko Drulović  | Porto         | 3      |
| 8   | Vladislav Zvara    | Tatran Prešov | 3      |
| 8   | Ante Šimundža      | Maribor       | 3      |
| 8   | Miguel Pardeza     | Real Zaragoza | 3      |
| 8   | Gus Poyet          | Real Zaragoza | 3      |